# Bruce McLaren
Bruce Leslie McLaren (ur. 30 sierpnia 1937 w Auckland, zm. 2 czerwca 1970 w Goodwood) – nowozelandzki inżynier, kierowca wyścigowy, technik i wynalazca.
Jego nazwisko zostało użyte w nazwie zespołu Team McLaren, który jest jednym z najbardziej utytułowanych zespołów w Formule 1. Zespół McLarena zdobył łącznie 20 tytułów mistrzowskich. Samochody McLarena całkowicie zdominowały zawody CanAm w latach 1967-1972. Wygrywali 56 razy i pięć razy zdobyli tytuł mistrzowski konstruktorów.

## Życiorys

### Dzieciństwo i początki kariery
W wieku dziewięciu lat McLaren doznał ciężkiego urazu biodra. W rezultacie jego lewa noga była krótsza niż prawa. Spędził dwa lata w szynach, jednakże później często lekko utykał. Rodzice Bruce’a (Les i Ruth McLaren) byli właścicielami warsztatu samochodowego w Remuera, Auckland. McLaren spędzał cały swój wolny czas w warsztacie.
Ojciec Bruce’a McLarena odnowił dla niego starego Austina 7 Uster. Tym samochodem w wieku 14 lat, McLaren wystartował w swoim pierwszym wyścigu. Dwa lata później wziął udział w swoim pierwszym poważnym wyścigu. Jego następnymi samochodami były Ford 10, Austin-Healey i Cooper-Climax Formuły 2. Natychmiast zaczął modyfikować swój samochód, polepszając jego osiągi. W roku 1958 był w czołówce zawodników Nowej Zelandii, został zauważony przez organizację zajmującą się wyścigami Grand Prix w tym kraju. Wytypowano go na ich „kierowcę w Europie”. Obok niego w tym samym projekcie uczestniczył Denny Hulme.

### Cooper
Bruce McLaren zagościł w zespole Coopera na 7 lat. Ścigał się w F2 oraz podczas Grand Prix Niemiec na torze Nürburgring, gdzie samochody F1 i F2 startowały równolegle. Zaszokował wszystkich swoją świetną formą. Ukończył wyścig jako pierwszy z zawodników F2, a piąty w klasyfikacji generalnej.
W sezonie 1959 dołączył do zespołu Formuły 1 Coopera. Jego partnerem został Jack Brabham, który już wcześniej zauważył jego talent. Tego samego roku wygrał Grand Prix Stanów Zjednoczonych. Miał wtedy 22 lata, przeszedł do historii jako najmłodszy zwycięzca GP w tamtym okresie. Wyścig był ostatnią rundą sezonu 1959 odbył się w grudniu, a już w lutym następnego roku dopisał do swojego konta kolejne zwycięstwo. Tym razem wygrał w Grand Prix Argentyny.

### Własny zespół
Bruce McLaren wygrał Grand Prix Monako w sezonie 1962. W następnym roku założył przedsiębiorstwo Bruce McLaren Motor Racing Ltd, która istnieje do dziś pod nazwą McLaren. Zespół Cooper opuścił pod koniec roku 1965 i ogłosił powstanie swojego własnego zespołu. W barwach swojego zespołu zadebiutował podczas Grand Prix Monako 1966. W 1968 do zespołu dołączył Denny Hulme, który rok wcześniej wywalczył tytuł mistrzowski. Pierwsze i jedyne zwycięstwo w samochodzie własnej konstrukcji odniósł podczas Grand Prix Belgii 1968. Bolidy McLarena w ramach hołdu dla ojczyzny swojego twórcy mają logo speedy Kiwi.
W 1966 wraz z drugim kierowcą – Chrisem Amonem, wygrał w prestiżowym wyścigu 24 godziny Le Mans startowali w samochodzie Ford GT40.
Jak tylko zawody CanAm stały się bardzo popularne w Kanadzie i Stanach Zjednoczonych, natychmiast pojawił się tam McLaren. Nowy bolid Bruce’a McLarena był dwa razy drugi i dwa razy trzeci na sześć wyścigów, w których brał udział.
W roku 1967 wygrali pięć z sześciu wyścigów, a w roku 1968 cztery z sześciu. W następnym roku Team McLaren był niepokonany, wygrywając wszystkie wyścigi (11 na 11). W jednym wyścigu zespół McLarena zajął całe podium (1-2-3 McLaren, Hulme, Dan Gurney).

### Śmierć
Bruce McLaren zginął w wypadku podczas testów w swoim własnym samochodzie, 2 czerwca 1970. Na torze Goodwood w Anglii testował swój nowy samochód M8D, gdy nagle urwał się tylny spojler. McLaren wypadł z toru i uderzył w metalową podporę stanowiska sędziowskiego. Zginął na miejscu.

## Upamiętnienie
W 1991 roku Bruce McLaren został umieszczony w International Motorsports Hall of Fame.
W 2017 roku, w filmie dokumentalnym pt. McLaren, w rolę Bruce'a McLarena wcielił się Dwayne Cameron.